# Benhamipolynoe antipathicola
Benhamipolynoe antipathicola är en ringmaskart som först beskrevs av Benham 1927.  Benhamipolynoe antipathicola ingår i släktet Benhamipolynoe och familjen Polynoidae.
Artens utbredningsområde är havet kring Nya Zeeland. Inga underarter finns listade i Catalogue of Life.